# Штедезанд
Штедезанд (нім. Stedesand) — громада в Німеччині, розташована в землі Шлезвіг-Гольштейн. Входить до складу району Північна Фризія. Складова частина об'єднання громад Зюдтондерн.
Площа — 15,19 км2. Населення становить 864 ос. (станом на 31 грудня 2020).